# 여대생 기숙사 (2009년 영화)
《여대생 기숙사》(영어: Sorority Row)는 미국에서 제작된 스튜어트 헨들러 감독의 2009년 슬래셔 영화이다. 1982년 영화 《여대생 기숙사》를 리메이크하였다. 브리아나 에비긴 등이 출연하였고, 대린 홀랜더 등이 제작에 참여하였다.
이 영화는 2009년 9월 11일 미국에서 서밋 엔터테인먼트에 의해 극장 개봉되었다.
2024년 1월 조시 스톨버그가 그대로 각본을 맡은 속편이 제작 중에 있다고 발표되었다. 제작팀은 에비긴과 루머 윌리스가 재출연해주길 바란다고 밝혔다.

## 줄거리
로스먼 대학교 졸업반이 된 세타 파이 여학생 사교 모임 회원 캐시디, 제시카, 엘리, 클레어, 처그스, 메건은 처그스의 남동생이며 메건의 남자친구인 개릿이 바람핀 것을 알게 된다. 이를 세타 파이 전체에 대한 배신으로 여긴 이들은 개릿의 버릇을 고쳐주기 위해 장난을 치기로 한다.
개릿이 제시카에게 받은 루피스(실은 비타민 B12)를 메건에게 몰래 먹이자 메건은 부작용으로 죽은 척한다. 회원들은 개릿을 위해 이 일을 덮어주겠다며 인근 광산으로 이동한 뒤 시체 절단부터 해야한다며 쓸만한 도구를 찾는 척 주변으로 흩어진다. 이때 충격을 받은 개릿이 횡설수설하다가 타이어 지렛대로 메건을 찔러 메건을 진짜로 죽여버린다.
이들은 메건 시체와 타이어 지렛대를 갱도에 버린 뒤 이 일을 영원히 비밀에 부치기로 한다. 그러나 곧 타이어 지렛대를 활용한 연쇄 살인이 시작되는데...

## 출연
- 브리아나 에비긴 - 캐시디 태펀 역
- 리아 파이프스 - 제시카 피어슨 역
- 루머 윌리스 - 엘리 모리스 역
- 제이미 정 - 클레어 웬(원) 역
- 마고 하슈먼 - 샬린 "처그스" 브래들리 역
- 줄리언 모리스 - 앤디 리처즈, 캐시디 남자친구 역
- 오드리나 패트리지 - 메건 블레어 역
- 캐리 피셔 - 크렌쇼 부인 역
- 맷 올리리 - 개릿 브래들리 역
- 맷 랜터 - 카일 타이슨, 제시카 남자친구 역
- 테리 안제예프스키

## 기타 제작진
- 라인 제작: 더글러스 커티스
- 배역: 조애나 콜버트, 리처드 멘토
- 미술: 필립 툴린
- 세트: 다이애나 스토턴
- 의상: 메리언 토이

## 사운드트랙
곡 목록:
1. "Tear Me Up" — 스테피 레이
2. "Get U Home" (Paul Oakenfold Remix) — 슈웨이지
3. "Ghosts" — 레이디트론
4. "I Get Around" — 드래거넷
5. "42 West Avenue" — 캐시어 넘버 9
6. "Get Up" — A.D.
7. "Alcoholic" — 캐시 크롭
8. "Break It Down" — 얼라나 D
9. "I Like Dem Girls" — 시즐 C
10. "This Night" — 론 언더우드
11. "Say What You Want" — 더 디컴프레서스
12. "Tears for Affairs" — 카메라 옵스큐라
13. "Doin' My Thing" — 킹 주주
14. "I'm Good, I'm Gone" (Black Kids Remix) — 뤼케 리
15. "Emergency" — 에이미 앨런

영화에 나온 사운드트랙 미수록곡:
- "No You Girls" - 프란츠 퍼디난드
- "Goodbye Summer" - 더 데이라이츠
- "Le Disko" - 샤이니 토이 건스
- "Petit Pays" - 세자리아 에보라
- "Jealous of My Boogie" - 루폴
- "I Want Your Love" - 크로매틱스